# Destiny's Child: Live in Atlanta
Live in Atlanta presenta a Destiny's Child tocando en vivo en Atlanta, Georgia en el Philips Arena el 15 de julio de 2005, durante su Destiny Fulfilled ... And Lovin' It Tour patrocinado por McDonald's, también es conocida como la última gira de Destiny's Child. Fue lanzado el 28 de marzo de 2006 en los Estados Unidos. El DVD debutó en el puesto número 1 de las listas de DVD musicales de Billboard, batiendo récords de ventas con unas 500.000 copias en la primera semana; en lugar de esas cifras, Nielsen SoundScan rastreó ventas de 50.000 debido a las restricciones sobre la venta minorista, las entregas internacionales y los paquetes electrónicos; la Recording Industry Association of America ya certificó el DVD como Platino.

## Lista de canciones
| DVD |        |        |          |  |
| N.º | Título | Artist | Duración |  |

| CD  |                                                                                       |          |  |
| N.º | Título                                                                                | Duración |  |
| 1.  | «Intro»                                                                               | 2:01     |  |
| 2.  | «Say My Name»                                                                         | 3:54     |  |
| 3.  | «Independent Woman Pt. I»                                                             | 2:34     |  |
| 4.  | «Medley: No, No, No Pt.II/Bug A Boo/Bills, Bills, Bills/Bootylicious/Jumpin' Jumpin'» | 8:19     |  |
| 5.  | «Soldier»                                                                             | 4:38     |  |
| 6.  | «Dilemma»                                                                             | 4:22     |  |
| 7.  | «Do You Know»                                                                         | 4:43     |  |
| 8.  | «Baby Boy»                                                                            | 3:30     |  |
| 9.  | «Naughty Girl»                                                                        | 2:12     |  |
| 10. | «Cater 2 U»                                                                           | 7:13     |  |
| 11. | «Girl»                                                                                | 4:59     |  |
| 12. | «Free/If»                                                                             | 4:17     |  |
| 13. | «Through With Love»                                                                   | 3:26     |  |
| 14. | «Bad Habit»                                                                           | 2:43     |  |
| 15. | «Dangerously In Love 2»                                                               | 5:53     |  |
| 16. | «Crazy in Love»                                                                       | 3:35     |  |
| 17. | «Survivor»                                                                            | 5:32     |  |
| 18. | «Lose My Breath»                                                                      | 7:48     |  |

### Remix CD (available only on Japanese version)
Source:
1. "Cater 2 U" (Storch Remix Edit) – 4:09
2. "Survivor" (Azza's Soul Remix Radio Edit) – 3:57
3. "Bootylicious" (M&J's Jelly Remix) – 3:41
4. "Stand Up For Love" (Maurice's Nu Soul Mix) – 7:15
5. "Girl" (JS Club Mix) – 6:42
6. "Lose My Breath" (Paul Johnson's Club Mix) – 6:07

### Bonus features
- Destiny's Child – A Family Affair
- Fan Testimonials (Favorite Song, Cater 2 U – The Chosen Few, Favorite Costumes, The Show)
- Kelly Rowland Sophomore CD Teaser
- Dreamgirls Movie & Soundtrack Trailer

### Bonus audio tracks
- "Flashback" (con Kelly Rowland)
- "Check on It" (Remix) con Beyoncé (Bun B & Slim Thug)
- "Let's Stay Together" (featuring Michelle Williams)

### Bonus music videos
- "Check on It" con Beyoncé (Bun B & Slim Thug)
- "Stand Up for Love" (Japan only)
- "Girl" (Japan only)
- "Cater 2 U"

### Special features
- PCM Stereo
- Dolby Digital 5.1 Surround